# Каменолом (филм)
Каменолом је југословенски филм из 1973. године. Режирао га је Љубивоје Ршумовић, који је написао и сценарио за филм.

## Улоге
| Глумац                   | Улога        |
| ------------------------ | ------------ |
| Соња Јосић               |              |
| Љубомир Убавкић          |              |
| Велимир Бата Живојиновић | Жарко Терзић |